# Drosophila unguicula
Drosophila unguicula är en tvåvingeart som beskrevs av Toyohi Okada och Carson 1983. Drosophila unguicula ingår i släktet Drosophila och familjen daggflugor.
Artens utbredningsområde är Nya Guinea.